# Mōri Terumoto
Mōri Terumoto (毛利 輝元?; Aki, 4 febbraio 1553 – 2 giugno 1625) è stato un militare e daimyō giapponese che visse fra l'epoca Sengoku e i primi anni del periodo Edo. Membro del consiglio dei cinque reggenti, fu uno dei comandanti di supporto dell'armata occidentale durante la battaglia di Sekigahara, non partecipando mai di persona allo scontro.

## Biografia
Mōri Terumoto nacque con il nome Kotsumaru, figlio di Mōri Takamoto ed erede del grande Mōri Motonari. Takamoto morì nel 1563 e Motonari, sebbene avesse più di 60 anni, fu costretto a governare fino a quando Kotsumaru non raggiunse la maggiore età.. In quella che sembra essere stata una prima cerimonia della virilità, Kotsumaru prese il nome Terumoto (Teru proveniente dallo shōgun, Ashikaga Yoshiteru) e assunse il comando. Quando Motonari morì nel 1571, Terumoto ereditò un enorme regno che si estendeva da Buzen nel Kyūshū fino ai confini di Harima e Bizen, una potente marina (all'epoca la più forte del Giappone) e il supporto di due abili zii: Kobayakawa Takakage e Kikkawa Motoharu. Il rivale storico dei Mōri, il clan Amago, era stato distrutto nel 1566 e Motonari lasciò istruzioni che il clan si accontentasse di ciò che aveva e rinunciasse ad ulteriori espansioni. Terumoto seguì le istruzioni del defunto nonno.
A parte le scaramucce nel Kyūshū contro il clan Ōtomo e la penetrazione graduale più a est, i primi anni del dominio di Terumoto trascorsero senza sconvolgimenti. Nel 1575 i Mōri e gli Ukita di Bizen si allearono e Kobayakawa Takakage, assieme a Ukita Naoie, sconfisse la famiglia Mimura di Bingo, estendendo l'influenza Mōri; progressi simili furono fatti sulla costa settentrionale del Chūgoku quando Kikkawa Motoharu si scontrò con i servitori Amago guidati da Yamanaka Shikanosuke. Ma in quel periodo si verificarono grandi cambiamenti a Kyoto che avrebbero avuto un impatto significativo sul futuro del Môri.
Nel 1568 Oda Nobunaga aveva posto Ashikaga Yoshiaki nella posizione di shōgun, ma quest'ultimo iniziava a risentirsi della pesantezza del suo patrono. Yoshiaki, così racconta la storia, aveva segretamente cercato l'assistenza di potenti clan al di fuori dei confini di Nobunaga, e questo includeva i Mōri. Prima della sua morte Motonari non si era dichiarato amico di Nobunaga così il giovane Terumoto sfidò apertamente Nobunaga. I Mōri vennero trascinati nella guerra di Ishiyama Hongan-ji, una roccaforte religiosa a Settsu che Nobunaga assediava dal 1570. L'ammiraglio di Nobunaga, Kūki Yoshitaka, aveva interrotto le rotte marittime di Hongan-ji e manteneva un blocco navale al largo della costa. Terumoto ordinò alla sua flotta, comandata da Murakami Takayoshi, di dirigersi verso le acque al largo di Settsu e, una volta lì, la marina sconfisse Yoshitaka e aprì le linee di rifornimento di Hongan-ji. Colpito da questa perdita Nobunaga ordinò la costruzione di sei enormi navi da guerra (presumibilmente dotate di almeno una forma di rivestimento metallico sui lati) e una volta completate nel 1578, i sei leviatani furono inviati nel mare interno. Armati di cannoni, le navi da guerra incontrarono la marina Mōri vicino al luogo della battaglia precedente. In questa seconda battaglia di Kizugawaguchi Yoshitaka si vendicò e allontanò i Mōri riuscendo a reimporre il blocco della roccaforte. Un ulteriore tentativo da parte dei Mōri di rompere il blocco l'anno successivo fu respinto, e nel 1580 Hongan-ji si arrese.
A quel punto Terumoto ebbe un problema più grande. La sconfitta di Takeda Katsuyori a Nagashino nel 1575 e la morte di Uesugi Kenshin nel 1578 permisero a Nobunaga di concentrarsi a ovest e quindi sui Mōri, inviando due grandi armate nella regione di Chūgoku. Toyotomi Hideyoshi marciò lungo la parte meridionale della regione (il San'yōdō) mentre Akechi Mitsuhide attaccava dalle vie a nord (il San'indō). Il progresso fu lento. Mentre la famiglia Ukita di Bizen cambiò alleanza, un certo numero di roccaforti Mōri resistettero eroicamente. Bessho Nagaharu di Harima resistette nel castello di Miki fino al 1580 e Kikkawa Tsuneie resistette per 200 giorni nel castello di Tottori (provincia di Inaba). Entrambi i castelli cedettero solo sull'orlo della fame.
Nel 1578 Hideyoshi catturò il castello di Kozuki ad Harima e lo consegnò ad Amago Katsuhisa, che, supportato dal famoso Yamanaka Yukimori, sperava di ripristinare il defunto clan Amago al potere a Izumo. Terumoto mandò gli zii a riconquistare il castello che durante l'assedio di Kōzuki spezzarono ogni tentativo degli Amago di ritornare all'antico splendore. Questo fu un raro caso di iniziativa Mōri durante la guerra. Terumoto non possedeva l'acume tattico del padre Takamoto. Possedeva qualcosa del dono manipolativo di Motonari, ma non l'intelligenza di usarlo saggiamente.
Nel 1582 una sconfitta dei Mōri sembrò inevitabile. Hideyoshi si era fatto strada nella provincia di Bitchū e aveva assediato il castello di Takamatsu. Shimizu Muneharu (un ex servitore Mimura) difendette duramente Takamatsu, ma la sua perdita avrebbe aperto la strada alla provincia di Bingo e, successivamente, ad Aki, la casa dei Mōri. Terumoto non aveva guidato un'armata in guerra per quasi sei anni per sfidare apertamente gli invasori e non mostrava segni di volerlo fare.
Hideyoshi sapeva che Takamatsu sarebbe stato un duro assedio e che pesanti perdite avrebbero giovato solo al Mōri, quindi fece ricorso a uno stratagemma. Deviando le acque di un fiume vicino inondò i terreni del castello rendendo Takamatsu un'isola fradicia. Terumoto organizzò una forza di soccorso, ma esitava ad attaccare direttamente Hideyoshi. Shimizu, da parte sua, rispose a un'offerta di Hideyoshi il quale avrebbe risparmiato la vita ai suoi uomini e si è suicidò dopo aver ordinato alla guarnigione di arrendersi. A questo punto critico il destino intervenne dalla parte dei Mōri. Hideyoshi intercettò un messaggio di Akechi Mitsuhide destinato a Terumoto contenente la notizia che Nobunaga era morto. Venuto a conoscenza della morte del potente signore Oda, Hideyoshi negoziò un trattato di pace con i Mōri, prendendo come bottino le province di Hōki, Mimasaka e Bitchū ma lasciando ai Mōri con il resto della regione di Chūgoku (salvo Bizen che fu data agli Ukita). Probabilmente sollevato dall'evidente generosità di Hideyoshi, Terumoto concordò, permettendo a Hideyoshi di accelerare la propria corsa a sconfiggere Akechi Mitsuhide prima di chiunque altro.
Dopo l'avvento di Hideyoshi quale nuovo reggente, i Mōri ne divennero tra i più stretti sostenitori. Terumoto inviò i Due fiumi (Kobayakawa e Kikkawa) per guidare le truppe per Hideyoshi nelle sue invasioni di Shikoku (1585) e nella campagna di Kyūshū (1587). Nel 1590 inviò navi per aiutare Hideyoshi a sconfiggere il clan Hōjō. Quando Hideyoshi invase la Corea nel 1592, Terumoto stesso guidò una "divisione" di soldati, anche se sembra che gran parte del suo tempo sia stato occupato combattendo i partigiani coreani.

### Sekigahara
Prima che Toyotomi Hideyoshi morisse nel 1598, Terumoto fu nominato uno dei cinque reggenti incaricati di agire come amministratori fino a quando il giovane Toyotomi Hideyori non avesse raggiunto la maggiore età. Dei cinque (che includevano anche Tokugawa Ieyasu, Ukita Hideie, Maeda Toshiie e Uesugi Kagekatsu) Terumoto si classificò al secondo posto dietro Tokugawa con un reddito annuo di quasi 1,2 milioni di koku.
Inevitabilmente, il governo postumo di Hideyoshi iniziò a frantumarsi, e la discordia si divise in due fazioni: Tokugawa da una parte e Ishida Mitsunari dall'altra. Nel 1599 i due schieramenti si stavano delineando, e inizialmente Terumoto pensò di schierarsi con i Tokugawa. Sfortunatamente per Terumoto e per i Mōri, ascoltò il suo vecchio consigliere, Ankokuji Ekei. Manipolatore di lunga data, Ekei convinse Terumoto che Ieyasu avesse intenzione di diseredare il giovane Hideyori. Quando Terumoto si dichiarò per Ishida Mitsunari, quest'ultimo, per motivi politici, nominò Terumoto il "comandante in capo" delle forze occidentali riunite. Terumoto mostrò poco entusiasmo per il suo nuovo ruolo e non riuscì a cogliere le redini del comando, vacillando anche mentre i suoi comandanti principali discutevano, dando il tempo ai Tokugawa di organizzarsi. Alla fine Mitsunari disse a Terumoto di stabilirsi nel castello di Osaka e di rimanere lì, rendendo il comando dell'esercito di Terumoto abbastanza nominale. L'errore di questa decisione sarebbe diventato evidente il 21 ottobre, quando le forze si incontrarono nella battaglia di Sekigahara.
Le armate dei Mōri (che includeva Mōri Terumoto, Mōri Hidemoto e Kikkawa Hiroie) era la più grande dell'esercito di Mitsunari, ma nella battaglia vera e propria, non si mosse. Nel castello di Osaka, Terumoto era stato convinto da Hiroie che il miglior modo di agire era non fare nulla, probabilmente perché entrambi consideravano Mitsunari una causa persa, o almeno una per cui non valeva la pena combattere. Hiroie lasciò che questo messaggio raggiungesse Ieyasu, il quale suggerì che l'inazione avrebbe portato ricompense se le forze orientali avessero vinto. Ma le cose andarono diversamente. Sebbene Tokugawa avesse inizialmente indicato che avrebbe onorato la sua parola, questo sembra essere stato solo un modo per convincere Terumoto ad arrendersi al potente castello di Osaka. Una volta conclusa la campagna e, con il castello in mano dei Tokugawa, Ieyasu dichiarò che era dovere di un guerriero combattere, in particolare il cosiddetto comandante in capo di un esercito. Documenti vennero ritrovati nel castello di Osaka che provavano un coinvolgimento di Terumoto nella formazione delle armate occidentali molto più profondo di quello che si pensasse. Le terre di Terumoto furono quindi gravemente ridotte e addirittura alcune di queste furono trasferite ai Kikkawa. Alla fine Terumoto restò con proprietà del valore di 360.000 koku e fu costretto a rinunciare ad Aki, la casa Mōri per secoli. Il suo comportamento durante la battaglia causò risentimento a numerosi vassalli e questo lo portò al ritiro.
Si ritiene che fosse un generale sotto la media dentro e fuori dal campo di battaglia, mancando di motivazione e volontà. Nonostante l'enorme potere ebbe un impatto limitato in questi ultimi anni del periodo Sengoku, poiché spesso fece combattere i suoi subordinati e i membri minori del clan. Molti storici ritengono che se i Mōri avessero combattuto a Sekigahara molto probabilmente Ieyasu sarebbe stato sconfitto. Tuttavia gestì bene il suo dominio e riuscì a tenere unito con successo il clan anche quando il feudo venne ridotto a un terzo.
Morì nel 1625 e gli succedette il figlio Mōri Hidenari.

## Famiglia
- Padre: Mōri Takamoto (毛利隆元, 1523–1563)
- Madre: Ozaki no Tsubone (尾崎局, 1527–1572), figlia di Naitō Okimori (内藤興盛).
  - Moglie: Seikōin (清光院, 1558–1631), figlia di Shishido Takaie (宍戸隆家).
  - Concubina: Seitaiin (清泰院, 1572–1604)
    - Primo figlio: Mōri Hidenari (毛利秀就, 1595–1651)
    - Prima figlia: Takehima (竹姫, 1600–1644), moglie di Kikkawa Hiromasa (吉川広正).
    - Secondo figlio: Mōri Naritaka (毛利就隆, 1602–1679)

  - Concubina: Omatsu (於松, ?–1641), quarta figlia di Hane Motoyasu (羽根山城守元泰).
  - Concubina: Osen (於千, 1550–1658), figlia di Inoue Narimasa (井上河内守就正).
  - Concubina: Otsu (於鶴, ?–1677), figlia di Hanafusa Yasuyuki (花房太郎左衛門尉某).
  - Concubina: Osana (於さな, ?–1644), figlia di Kodama Noritomo (児玉小左衛門真友).
  - Figli adottivi:
    - Figlia: Komahime (古満姫, ?–1651), seconda figlia di Shishido Motohide (宍戸元秀). Moglie di Kobayakawa Hideaki (小早川秀秋).
    - Figlio: Mōri Hidemoto (毛利秀元, 1579–1650), figlio di Mōri Motokiyo (毛利元清) il quale era quarto figlio del famoso Mōri Motonari.

Si dice che Terumoto avesse una concubina che agiva da assassina.